# Mark Murphy (golfer)
Mark Murphy (Waterville, 22 maart 1978) is een golfprofessional  uit Ierland.
Vanaf jonge leeftijf caddiede Mark voor zijn vader, die een single handicap had en ieder weekend speelde. 
Op een dag kwamen Pat Sullivan en een paar vrienden een weekje op zijn thuisclub in Waterville spelen. Na zes dagen werd er een weddenschap gesloten tussen een van die spelers en Mark, zijn caddie. Die speler had een bal afgeslagen die 10 voet van de vlag bleef liggen. Als Mark een bal kon slaan tussen zijn bal en de vlag dan zou Mark zijn hele golftas met alles erin krijgen. Mark sloeg zijn bal op een meter van de vlag en kreeg gloednieuwe Tommy Armour 845 stokken, een tas, ballen etc. Hij was 14 jaar oud en daarna niet meer weg te denken van de golfbaan.
Hij werd professional maar heeft ervoor gekozen golfreizen te organiseren, dat wil zeggen mensen een reisplan aan te bieden om in Ierland golf te komen spelen.
In 2011 werd hij uitgenodigd om het Iers Open op Killarney te spelen.